# Eirunepé
Eirunepé là một đô thị thuộc bang Amazonas, Brasil. Đô thị này có diện tích 15831,57 km², dân số năm 2007 là 29117 người, mật độ 1,84 người/km².